# Kepler-1229b
Kepler-1229b je extrasolární planeta (exoplaneta) obíhající okolo červeného trpaslíka Kepler-1229 v souhvězdí Labutě nacházejícím se přibližně 870 světelných let (267 parseků) od Sluneční soustavy. Náleží mezi takzvané superzemě, neboli exoplanety, jejichž hmotnost je větší než hmotnost Země, avšak nižší než hmotnost Uranu nebo Neptunu. Okolo své mateřské hvězdy obíhá v obyvatelné zóně, čili na povrchu této planety se může vyskytovat voda v kapalném skupenství. S nejvyšší pravděpodobností se jedná o kamennou planetu, což je dalším kritériem pro planetární habitabilitu.
Planeta Kepler-1229b byla objevena roku 2016 sondou Kepler, která hledá planety mimo sluneční soustavu za pomoci transitní metody, jež měří částečné zastínění dané hvězdy, přes kterou hledaná planeta přechází.

## Fyzikální vlastnosti

### Hmotnost, poloměr a teplota
Kepler-1229b náleží mezi superzemě a pravděpodobně se jedná o terestrickou (kamennou) planetu. Jeho hmotnost dosahuje 2,7 násobku hmotnosti Země a poloměr 1,4 násobku Země. Průměrná teplota na planetě činí 213 K (–60 °C).

### Mateřská hvězda
Planeta Kepler-1229b obíhá okolo červeného trpaslíka Kepler-1229 a současně je i jedinou dosud objevenou planetou obíhající okolo této hvězdy. Hmotnost mateřské hvězdy dosahu 0,54 násobku hmotnosti Slunce a její poloměr je 0,51 násobek Slunce. Povrchová teplota dosahuje 3724 K a staří této hvězdy je odhadováno na 3,72 miliard let, pro porovnání povrchová teplota Slunce činí 5778 K a stáří zhruba 4,6 miliard let.
Zdánlivá magnituda (veličina popisující, jak jasná se hvězda jeví při pohledu ze Země) hvězdy Kepler-1229b dosahuje hodnoty 15,474. Nesvítí tedy dostatečně, aby mohla být pozorována ze Země pouhým okem.

### Oběžná dráha
Planeta Kepler-1229b obíhá okolo své mateřské hvězdy po dráze velice podobné kružnici (s téměř nulovou excentricitou) s periodou 86,829 pozemských dní ve vzdálenosti 0,2896 AU (pro porovnání planeta Merkur obíhá okolo Slunce ve vzdálenosti 0,387 AU, jedná se tedy o velice blízké hodnoty). Při svém oběhu okolo mateřské hvězdy získává planeta pouze 4 % záření, jaké by mohla obdržet při stejné vzdálenosti od Slunce, což příkladně reprezentuje fakt, že povrchová teplota na Merkuru činí 440 K (167 °C) a na Kepleru-1229b pouhých 213 K (–60 °C), ačkoli se Kepler-1229b nachází ke své mateřské hvězdě blíže.

## Obyvatelnost
Kepler-1229b se nachází v obyvatelné zóně své mateřské hvězdy, čili je pravděpodobné, že se na jeho povrchu může vyskytovat voda v kapalném skupenství, což je jedno z kritérií pro existenci života. Taktéž se s vysokou pravděpodobností jedná o kamennou planetu a její poloměr je 1,4 násobek Zemského povrchu. Hmotnost mateřské hvězdy Kepleru-1229b činí pouhou poloviny hmotnosti v porovnání se Sluncem a délka života této hvězdy je odhadována na 5–6 násobek délky života slunce (tedy 50–60 miliard let).